# Sickmyrtjärnen
Sickmyrtjärnen är en sjö i Mora kommun i Dalarna och ingår i Dalälvens huvudavrinningsområde. Sjön har en area på 0,0915 kvadratkilometer och ligger 452 meter över havet.

## Delavrinningsområde
Sickmyrtjärnen ingår i det delavrinningsområde (679045-142488) som SMHI kallar för Mynnar i Våmån. Medelhöjden är 400 meter över havet och ytan är 16,96 kvadratkilometer. Räknas de 7 avrinningsområdena uppströms in blir den ackumulerade arean 89,61 kvadratkilometer. Böån som avvattnar avrinningsområdet har biflödesordning 4, vilket innebär att vattnet flödar genom totalt 4 vattendrag innan det når havet efter 341 kilometer. Avrinningsområdet består mestadels av skog (92 procent). Avrinningsområdet har 0,19 kvadratkilometer vattenytor vilket ger det en sjöprocent på 1,1 procent.